# Callistola dilutipes
Callistola dilutipes es un coleóptero de la familia Chrysomelidae.
Fue descrita científicamente por primera vez en 1905 por Weise.